# 시아노젠모드
사이아노젠모드(CyanogenMod)는 안드로이드를 구동하는 일부 스마트폰에 설치 및 구동할 수 있는 비공식 펌웨어이다. 현재 60개 이상의 안드로이드 스마트폰에서 펌웨어 업데이트가 가능하며, 기존의 AOSP에서 지원하지 않는 기능들을 지원하고 있다.
현재 Nightly에서는 cm13, cm14, cm14.1등이 있으며 Snapshot에서는 cm12.1등이 있다.
Cyanogenmod의 CEO 교체 및 대규모 직원해고로 인해 Cyanogenmod개발에 혼란을 주었기 때문에 개발이 중단될 수 밖에 없었다. 이름은 화학물질인 사이아노젠(Cyanogen)에서 나왔다.

## 버전
| 지원 상황: | 지원 상황: | 지원 상황: | 지원 상황:         | 지원 상황: | 지원 상황: |
| ---------- | ---------- | ---------- | ------------------ | ---------- | ---------- |
| 지원 종료  | 지원 중    | 최신 버전  | 최신 미리보기 버전 | 미래 출시  |            |

| 버전 | 안드로이드 버전                        | 최신/주요 버전 출시 | 출시일                   | 중요 변화 |
| ---- | -------------------------------------- | ------------------- | ------------------------ | --- |
| 3    | 안드로이드 1.5 (컵케이크)              | 3.6.8.1             | 2009년 7월 1일           | 3.6.8은 안드로이드 1.5r3 컵케이크를 기반 |
| 3    | 안드로이드 1.5 (컵케이크)              | 3.9.3               | 2009년 7월 22일          | 3.9.3부터 FLAC 지원한다. |
| 4    | 안드로이드 1.5/1.6 (컵케이크/도넛)     | 4.1.4               | 2009년 8월 30일          | 4.1.4는 안드로이드 1.6 도넛 기반, 이 버전부터 퀵오피스 제거 |
| 4    | 안드로이드 1.5/1.6 (컵케이크/도넛)     | 4.2.15.1            | 2009년 10월 24일         | 4.2.3부터 USB 테더링 지원, 4.2.6은 안드로이드 1.6r2 도넛 기반, 4.2.11은 브라우저에서 핀치줌 지원, 갤러리에서 핀치 줌, 스와이프 지원, 최종버전 4.2.15.1         |
| 5    | 안드로이드 2.0/2.1 (이클레어)          | 5.0.8               | 2010년 7월 19일          | 기본 런처로 ADW런처. 최종버전: 5.0.8 |
| 6    | 안드로이드 2.2.x (프로요)              | 6.0.0               | 2010년 8월 28일          | 애드혹 Wi-Fi, 듀얼 카메라, 성능 향상위한 컴파일러 소개 |
| 6    | 안드로이드 2.2.x (프로요)              | 6.1.3               | 2010년 12월 6일          | 6.1.0은 안드로이드 2.2.1 이클레어 기반. 최종버전: 6.1.3 |
| 7    | 안드로이드 2.3.x (진저브레드)          | 7.0.3               | 2011년 4월 10일          | 안드로이드 2.3.3 진저브레드를 기반 |
| 7    | 안드로이드 2.3.x (진저브레드)          | 7.1.0               | 2011년 10월 10일         | 안드로이드 2.3.7 진저브레드를 기반 |
| 7    | 안드로이드 2.3.x (진저브레드)          | 7.2.0               | 2012년 6월 16일          | 새로운 디바이스, 업데이트된 번역, 잠금화면 업데이트, 아이스크림 샌드위치 애니메이션 백포트, 많은 버그 수정                                                     |
| 8    | 안드로이드 3.x (허니콤)                | 빈칸                | 빈칸                     | 계획되었지만, 안드로이드 4.0 소스코드와 함께 공개되어서, 개발되지 않았다.                                                                                      |
| 9    | 안드로이드 4.0.x (아이스크림 샌드위치) | 9.1                 | 2012년 8월 29일          | 안드로이드 4.0.x 아이스크림 샌드위치를 기반, CM 독점 릴리즈에서 개발자 별도의 CM롬 릴리즈로 변경되었다.                                                        |
| 10   | 안드로이드 4.1.x (젤리빈)              | 10.0.0              | 2012년 11월 13일         | 안드로이드 4.1.2 젤리빈을 기반, 이 롬은 현재 XDA 개발자들이 초창기 버전을 만들기 시작하였으며, 모토로라 디파이 기준으로 2012년 7월 14일 처음으로 릴리즈되었다. |
| 10   | 안드로이드 4.2.x (젤리빈)              | 10.1.3              | 2013년 6월 24일          | 안드로이드 4.2.2 젤리빈을 기반, 프라이버시 가드 및 SELinux가 포함되었다.                                                                                       |
| 10   | 안드로이드 4.3.x (젤리빈)              | 10.2.1              | 2014년 1월 31일          | 안드로이드 4.3 젤리빈을 기반, 블랙리스트 기능 추가 |
| 11   | 안드로이드 4.4.x (킷캣)                | 11                  | 2014년 12월 5일          | 안드로이드 4.4 킷캣 기반 |
| 12   | 안드로이드 5.0.x/5.1.x (롤리팝)        | 12.0                | 2015년 1월 5일           | 안드로이드 5.0.x 롤리팝 기반 |
| 12   | 안드로이드 5.0.x/5.1.x (롤리팝)        | 12.1                | 2015년 6월 30일          | 안드로이드 5.1.x 롤리팝 기반, 기존 램 누수 이슈 픽스 |
| 13   | 안드로이드 6.x (마시멜로)              | 13                  | 2015년 12월 24일         | 안드로이드 6.0 마시멜로 기반 |
| 14   | 안드로이드 7.x (누가) 14               | 빈칸                | 안드로이드 7.0 누가 기반 | |
| 14   | 안드로이드 7.x (누가)                  | 14.1                | 2016년 11월 4일          | 안드로이드 7.1 누가 기반 |

- CM1 - 안드로이드 1.0 애플파이를 기반 - 알파버전이라 개발되지 않음.
- CM2 - 안드로이드 1.1 바나나브레드를 기반 - 베타버전이라 개발되지 않음.
- CM8 - 안드로이드 3.0/3.1/3.2 허니콤을 기반 - 아이스크림 샌드위치 소스코드와 동시에 발표되어 개발되지 않음.

## 판올림
CyanogenMod는 판올림이 3가지로 구분된다. Stable (안정화 버전), RC, Nightly (나이틀리)이다. 먼저 버그가 발견되거나 새로운 기능을 추가할땐 매일 올라오는 Nightly버전에 우선 적용하고, 이게 모이면 RC 버전으로 테스트하고 정식 안정화 버전인 Stable 버전을 출시하는 것이다.
그러나 CyanogenMod 11 버전부터는 이러한 판올림 방식이 폐지되고, 매일 나오는 Nightly 와 2~4주마다 나오는 Snapshot(스냅샷) 두개로 통합되었다. 이는 그동안 CyanogenMod 빌드 들이 안정적인 버전으로서 잘 기능을 발휘해 왔고, 한편으로는 일반 사용자들에게 더 자주 업데이트를 제공하기 위함 이라고 밝혔다.
판올림을 제공받고자 할땐 Rom manager를 이용하여 매일 패치받을 수 있다.

## 삼성전자의 CM 개발자 스카우트
삼성전자는 CM을 개발하고 있던 스티브 콘딕이라는 개발자를 개발팀에 스카우트 하였다. 스티브 콘딕은 CyanogenMod의 총 책임자 겸 CyanogenMod 개발자이며, AP 가버너, 재부팅 메뉴, BFS 스케줄러 등을 개발하여 CyanogenMod 롬에 적용한 사람이기도 하다. 이 개발자가 삼성 전자에 입사한 이후 삼성 정식 펌웨어에는 스티브 콘딕이 개발한 AP 가버너, 재부팅 메뉴 등이 포함되었다.

## 개발팀 공식 지원 기기
CyanogenMod는 공식 지원 기기만 70~80여개에 달한다. 판올림은 그 기기를 보유한 개발자들이 작성한다. (자세한 내용)

## 논란
2013년 9월, CyanogenMod에 들어가는 카메라 애플리케이션인 Focal을 개발하는 Guillaume Lesniak이라는 개발자는 본인의 SNS계정을 통해, "앞으로 CyanogenMod의 핵심 부분을 제외한 세부 부분은 비공개할 예정"이라고 밝혔다. 이 조치는 CyanogenMod개발 초기부터 기여한 개발 커뮤니티 XDA의 많은 개발자들에게 반발감을 일으키며 논란이 되었다.

## 같이 보기
- 오픈 소스 소프트웨어